# سیارک ۲۵۰۹۳
سیارک ۲۵۰۹۳ (به انگلیسی: 25093 Andmikhaylov، نامگذاری:1998RO45) بیست و پنج هزار و نود و سومین سیارک کشف شده‌است که در ۱۴ سپتامبر ۱۹۹۸ کشف شد.
قدر مطلق سیارک برابر ۱۲.۹ است.